# План кампании
План кампании — система борьбы за понижение арендной платы, предложенная ирландским фермерам политиком-националистом Джоном Диллоном 17 октября 1886 года на митинге в Вудфорде (Ирландия в то время находилась под властью Великобритании). Впоследствии идея была развита им в газете «United Ireland» и поддержана О’Брайеном, а позже принятая всей ирландской партией.

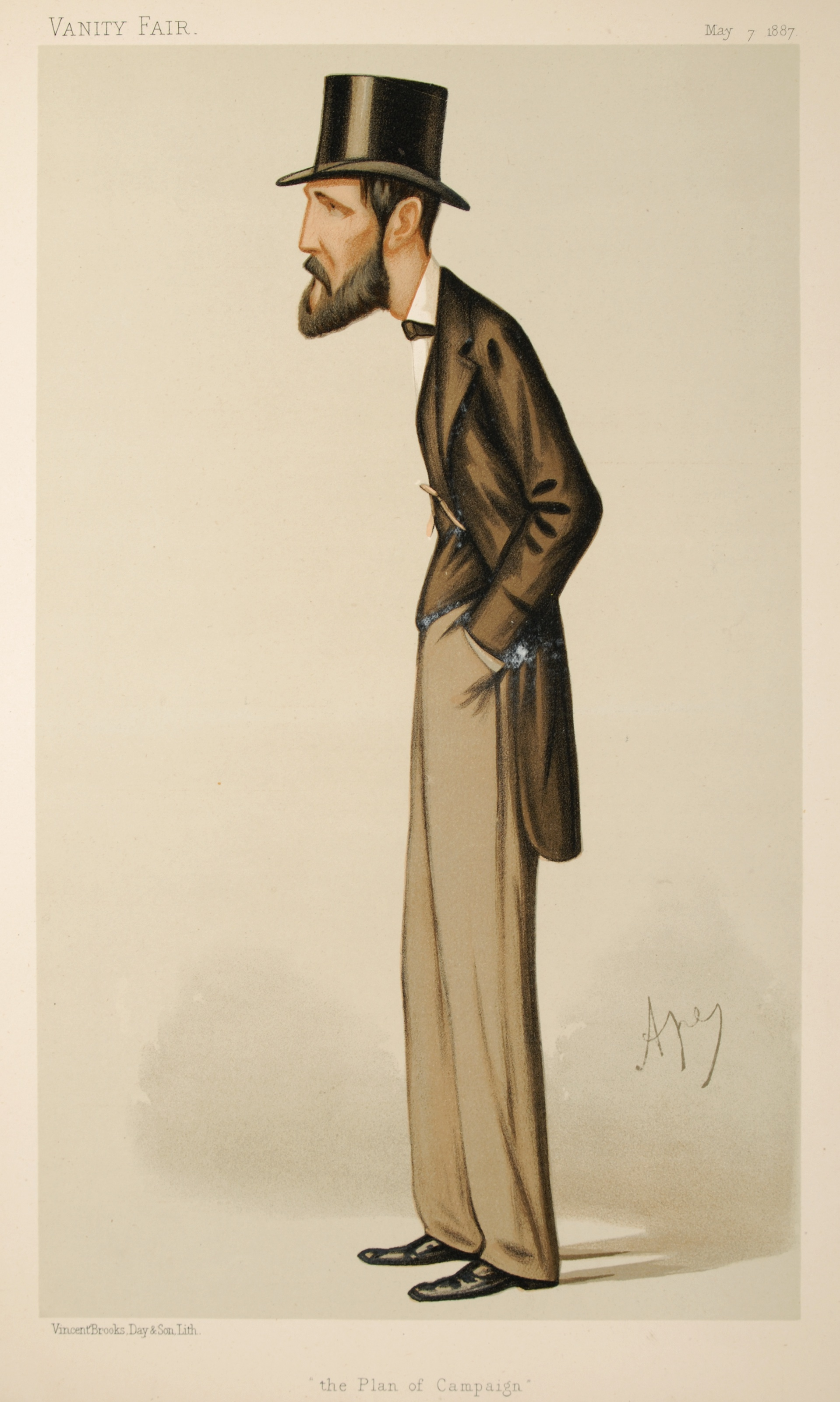
«План кампании», карикатура на Диллона из «Vanity Fair»

Идея состояла в том, что фермеры, недовольные арендной платой, должны были обращаться к национальной лиге; лига выступала посредницей в переговорах между лендлордом и фермерами, и в случае неудачи переговоров она сама определяла размер «справедливой ренты», взыскивала его с фермера и предлагала лендлорду. Если последний отказывался принять эти деньги, требуя условленной ренты, то лига обращала деньги в пользу капитала, на который она поддерживала фермеров, выселяемых за неуплату ренты, а в случае выселения фермера объявляла бойкот и руководила им против каждого, кто захотел бы занять данную ферму. В ноябре 1886 года многие фермеры в Ирландии, следуя указаниям Диллона и О’Брайена, отказались платить условленную ренту и требовали «справедливой» ренты; последовали массовые выселения.
Борьба в этой форме продолжалась и в следующие три года, но ослабела в 1889—1890 годах. Британские власти преследовали Диллона, энциклику с осуждением Плана кампании вынес папа римский. В парламенте Гладстон во время прений об адресе в 1886 году признал План кампании неизбежным последствием политики правительства по отношению к Ирландии.